# 大卫·肯特 (历史学家)
大卫·西里尔·肯特（英語：David Cyril Kent；1941年2月3日—）是澳大利亚的一名音乐史学家和流行文化作家。肯特曾为EMI和寶麗金等唱片公司工作，在业余时间，他以收集榜单数据为乐。后来，他制作了肯特音乐报告，于1974年5月到1999年1月期间编排了澳大利亚的音乐榜单数据。1993年，肯特将他收集的榜单汇编成了一本书，名为“澳大利亚榜单手册：1970年-1992年”（Australian Chart Book, 1970–1992）。2005年，他发布了《澳大利亚榜单手册：1940年-1969年》（Australian Chart Book (1940–1969)）。2006年，他发布了《澳大利亚榜单手册：1993年-2005年》（Australian Chart Book (1993–2005)）。2007年，他发布了《澳大利亚20强手册：1940年-2006年》（The Australian top 20 book (1940–2006)）。